# Krajina střelců
Krajina střelců (v anglickém originále Open Range) je americký westernový film z roku 2003. Režisérem filmu je Kevin Costner. Hlavní role ve filmu ztvárnili Robert Duvall, Kevin Costner, Annette Bening, Michael Gambon a Michael Jeter.

## Obsazení
| Robert Duvall   | Boss Spearman |
| Kevin Costner   | Charley Waite |
| Annette Bening  | Sue Barlow    |
| Michael Gambon  | Denton Baxter |
| Michael Jeter   | Percy         |
| Diego Luna      | Button        |
| James Russo     | Marshal Poole |
| Abraham Benrubi | Mose Harrison |
| Dean McDermott  | doktor Barlow |
| Kim Coates      | Butler        |